# Campeonato de los Cuatro Continentes de Patinaje Artístico sobre Hielo

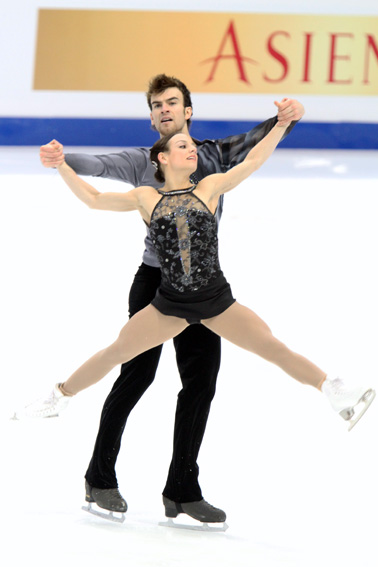
Meagan Duhamel y Eric Radford en el Campeonato de los Cuatro Continentes de 2011.

El Campeonato de los Cuatro Continentes de Patinaje Artístico sobre Hielo es una competición de patinaje artístico sobre hielo a nivel internacional en la que pueden participar patinadores de las federaciones de África, América, Asia y Oceanía. Se efectúa anualmente desde 1999 y es organizado por la Unión Internacional de Patinaje sobre Hielo (ISU). Es la réplica de la ISU al Campeonato Europeo para los patinadores de los países no europeos.

## Ediciones
| Núm.  | Año  | Sede                               | Masculino                   | Femenino                        | Parejas                                 | Danza en hielo                                  |
| ----- | ---- | ---------------------------------- | --------------------------- | ------------------------------- | --------------------------------------- | ----------------------------------------------- |
| I     | 1999 | Halifax · ( Canadá)                | Takeshi Honda Japón         | Tatiana Malinina Uzbekistán     | Xue Shen Hongbo Zhao China              | Shae Lynn Bourne · Victor Kraatz · Canadá       |
| II    | 2000 | Osaka ( Japón)                     | Elvis Stojko · Canadá       | Angela Nikodinov Estados Unidos | Jamie Sale · David Pelletier · Canadá   | Naomi Lang Peter Tchernyshev Estados Unidos     |
| III   | 2001 | Salt Lake City ( Estados Unidos)   | Chengjiang Li China         | Fumie Suguri Japón              | Jamie Sale · David Pelletier · Canadá   | Shae Lynn Bourne · Victor Kraatz · Canadá       |
| IV    | 2002 | Jeonju ( Corea del Sur)            | Jeffrey Buttle · Canadá     | Jennifer Kirk Estados Unidos    | Qing Pang Jian Tong China               | Naomi Lang Peter Tchernyshev Estados Unidos     |
| V     | 2003 | Pekín ( China)                     | Takeshi Honda Japón         | Fumie Suguri Japón              | Xue Shen Hongbo Zhao China              | Shae Lynn Bourne · Victor Kraatz · Canadá       |
| VI    | 2004 | Hamilton · ( Canadá)               | Jeffrey Buttle · Canadá     | Yukina Ota Japón                | Qing Pang Jian Tong China               | Tanith Belbin Benjamin Agosto Estados Unidos    |
| VII   | 2005 | Gangneung ( Corea del Sur)         | Evan Lysacek Estados Unidos | Fumie Suguri Japón              | Dan Zhang Hao Zhang China               | Tanith Belbin Benjamin Agosto Estados Unidos    |
| VIII  | 2006 | Colorado Springs ( Estados Unidos) | Oda Nobunari Japón          | Katy Taylor Estados Unidos      | Rena Inoue John Baldwin Estados Unidos  | Tanith Belbin Benjamin Agosto Estados Unidos    |
| IX    | 2007 | Colorado Springs ( Estados Unidos) | Evan Lysacek Estados Unidos | Kimmie Meissner Estados Unidos  | Xue Shen Hongbo Zhao China              | Marie France Debreuil · Patrice Lauzon · Canadá |
| X     | 2008 | Goyang ( Corea del Sur)            | Daisuke Takahashi Japón     | Mao Asada Japón                 | Qing Pang Jian Tong China               | Tessa Virtue · Scott Moir · Canadá              |
| XI    | 2009 | Vancouver · ( Canadá)              | Patrick Chan · Canadá       | Yu-Na Kim Corea del Sur         | Qing Pang Jian Tong China               | Meryl Davis Charlie White Estados Unidos        |
| XII   | 2010 | Jeonju ( Corea del Sur)            | Adam Rippon Estados Unidos  | Mao Asada Japón                 | Dan Zhang Hao Zhang China               | Kaitlyn Weaver · Andrew Poje · Canadá           |
| XIII  | 2011 | Taipéi ( China Taipéi)             | Daisuke Takahashi Japón     | Miki Ando Japón                 | Qing Pang Jian Tong China               | Meryl Davis Charlie White Estados Unidos        |
| XIV   | 2012 | Colorado Springs ( Estados Unidos) | Patrick Chan · Canadá       | Ashley Wagner Estados Unidos    | Sui Wenjing Han Cong China              | Tessa Virtue · Scott Moir · Canadá              |
| XV    | 2013 | Osaka ( Japón)                     | Kevin Reynolds · Canadá     | Mao Asada Japón                 | Meagan Duhamel · Eric Radford · Canadá  | Meryl Davis Charlie White Estados Unidos        |
| XVI   | 2014 | Taipéi ( China Taipéi)             | Takahito Mura Japón         | Kanako Murakami Japón           | Sui Wenjing Han Cong China              | Madison Hubbell Zachary Donohue Estados Unidos  |
| XVII  | 2015 | Seúl ( Corea del Sur)              | Denis Ten · Kazajistán      | Polina Edmunds Estados Unidos   | Meagan Duhamel · Eric Radford · Canadá  | Kaitlyn Weaver · Andrew Poje · Canadá           |
| XVIII | 2016 | Taipéi ( China Taipéi)             | Patrick Chan · Canadá       | Satoko Miyahara Japón           | Sui Wenjing Han Cong China              | Maia Shibutani Alex Shibutani Estados Unidos    |
| XIX   | 2017 | Gangneung ( Corea del Sur)         | Nathan Chen Estados Unidos  | Mai Mihara Japón                | Sui Wenjing Han Cong China              | Tessa Virtue · Scott Moir · Canadá              |
| XX    | 2018 | Taipéi ( China Taipéi)             | Jin Boyang China            | Kaori Sakamoto Japón            | Tarah Kayne Danny O'Shea Estados Unidos | Kaitlin Hawayek Jean-Luc Baker Estados Unidos   |
| XXI   | 2019 | Anaheim ( Estados Unidos)          | Shoma Uno Japón             | Rika Kihira Japón               | Sui Wenjing Han Cong China              | Madison Chock Evan Bates Estados Unidos         |
| XXII  | 2020 | Seúl ( Corea del Sur)              | Yuzuru Hanyu Japón          | Rika Kihira Japón               | Sui Wenjing Han Cong China              | Madison Chock Evan Bates Estados Unidos         |
| XXIII | 2021 | Sídney ( Australia) (cancelado)    | —                           | —                               | —                                       | —                                               |
| XXIV  | 2022 | Tallin ( Estonia)                  |                             |                                 |                                         |                                                 |
| XXV   | 2023 | Sídney ( Australia)                |                             |                                 |                                         |                                                 |

1. ↑  Debido a problemas organizativos, esa edición se realizó excepcionalmente en una sede europea.[1]

## Medallero histórico
- Actualizado hasta Seúl 2020.

| Núm. | País            | Oro | Plata | Bronce | Total |
| ---- | --------------- | --- | ----- | ------ | ----- |
| 1    | Estados Unidos  | 25  | 26    | 39     | 90    |
| 2    | Japón           | 22  | 20    | 15     | 57    |
| 3    | Canadá          | 20  | 26    | 19     | 65    |
| 4    | China           | 18  | 14    | 14     | 46    |
| 5    | Corea del Sur   | 1   | 1     | 0      | 2     |
| 5    | Kazajistán      | 1   | 1     | 0      | 2     |
| 7    | Uzbekistán      | 1   | 0     | 0      | 1     |
| 8    | Corea del Norte | 0   | 0     | 1      | 1     |
|      | TOTAL           | 88  | 88    | 88     | 264   |